# Daniel la Rosa
Daniel La Rosa, né le 4 octobre 1985 à Hanau est un pilote automobile allemand. Depuis 2006, il est pilote Mercedes en DTM. Il est monté une fois sur le podium.